# Eli Bartolo
Eli Valentín Bartolo Marcial (Juchitán, 18 de noviembre de 1956 - 30 de marzo de 2015) fue un maestro y activista por los derechos LGBT mexicano. Uno de sus principales trabajos como activista se centraba en la defensa de los derechos humanos de las personas con VIH.

## Biografía
Cuando era joven viajó a la Ciudad de México para realizar estudios en la Escuela Nacional Preparatoria. Estudió la licenciatura en pedagogía en la Facultad de Filosofía y Letras de la UNAM, graduándose con mención honorífica. Realizó estudios de maestría en 2002 en la Universidad La Salle, con la investigación titulada Interculturalismo y Filosofía para Niños y Niñas.
En 1984, regresó a Juchitán para apoyar en la modificación del sistema educativo. Fundó la Escuela primaria "Simone de Beauvoir", donde incluyó el material que había trabajado de filosofía para niños.
Dentro de su carrera profesional, Bartolo trabajó en la Secretaría de Educación de Oaxaca y también fue regidor de educación de su municipio natal, Juchitán, entre 1993 y 1995.

### Activismo por los derechos humanos de las personas con VIH
En Juchitán, en 1997, fundó la organización Gunaxhii Guendanabani  Ama la Vida AC, dedicada a la sensibilización en favor de las personas con VIH y SIDA.
En 2010, Bartolo publicó su libro Las otras hijas de San Vicente, en donde explora la diversidad sexual entre los zapotecas, particularmente de los muxes. El libro fue realizado a partir de 17 entrevistas a muxes de Juchitán.

## Obra

### Libros
- Las otras hijas de San Vicente, 2010[4]

### Documental
- El Albergue y Muxes, 2005 (Alejandra Islas y Elí Bartolo, productores)[5]